# داملادره (حمام‌اوزو)
داملادره (به ترکی استانبولی: Damladere) یک منطقهٔ مسکونی در ترکیه است که در حمام‌اوزو واقع شده‌است.